# Botalaote
Botalaote is een dorp in het district North-East in Botswana. De plaats telt 173 inwoners (2011).